# 이성헌 (1506년)
이성헌(李成憲, 1506년 ~ 1565년)은 조선 중기의 문신, 효자이다. 자(字)는 문경(文卿), 호는 학수(鶴秀), 본관은 양성(陽城)이다. 효령대군 보의 외증손자가 된다. 대윤 소윤 중 대윤, 중종비 장경왕후의 친정아버지 윤여필은 이종사촌형이 된다.
할아버지는 교수(敎授) 이암손(李岩孫)이고, 아버지는 금화사별좌 선(宣)이고, 어머니는 전주이씨로 태종 이방원의 차남 효령대군 보의 다섯째 아들인 영천군 이정(永川君 李定)의 딸이다. 따라서 왕실 족보 선원록에 실리게 되었다. 형은 첨추를 역임한 이성인(李成仁)이다. 부인은 광주이씨(廣州李氏)로 이희량(李希亮)의 딸이다. 장경왕후의 친정아버지 윤여필은 그의 이종사촌형이 되며 그보다 19년 연상인 윤임이 조카뻘이 된다.
명종 때 효행으로 이름나 어느 시인이 그를 기리켜 황륙지효(黃陸之孝)라 하다. 효행으로 관직에 올랐으며 진원현감(珍原縣監), 정읍(井邑) 현감과 한성부 판관 등을 역임했다. 한참 후대에 석농 오진영(石農 吳震泳)이 행장을 지었다.

## 같이 보기
- 효령대군
- 장경왕후
- 윤여필

## 참고 문헌
- 선원록
- 유부록
- 효령대군파 세보